# Dao Vallis
Dao Vallis é um vale em Marte aparentemente cravado pela ação da água. Ele flui na direção sudoeste, tendo sua desembocadura em Hellas Planitia. Dao e seu tributário, Niger Vallis, se estendem por aproximadamente 1200 km. Seu nome vem da palavra tailandesa para estrela. Na minissérie canadense de 2007 Race to Mars, esta região é o local de pouso de Gagarin, o aterrissador, e é o local da ciência para a missão.

## Origem

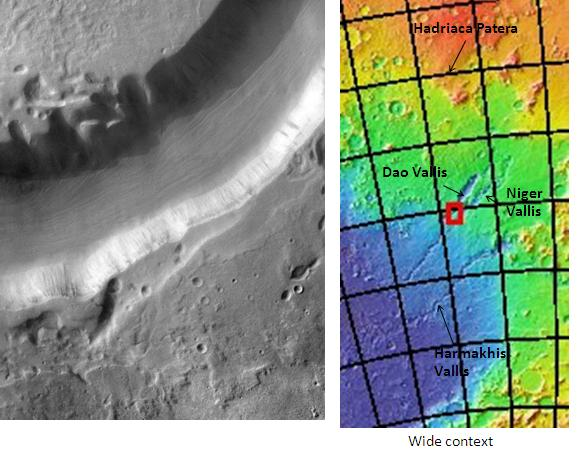
Dao Vallis, visto pela THEMIS. Clique na imagem para ver a relação de Dao Vallis com as formações geológicas vizinhas.

Dao Vallis começa próximo a um grande vulcão, chamado Hadriaca Patera, por isso especula-se que ele tenha sido abastecido de água quando o magma derreteu quantidades imensas de gelo no solo congelado. As depressões parcialmente circulares no lado esquerdo da imagem ao lado sugerem que o solapamento subterrâneo também tenha contribuído com a água.